# Koszmosz–215
A Koszmosz–215 (oroszul: Космос 215) Koszmosz műhold, a szovjet műszeres műhold-sorozat tagja. Felderítő műhold.

## Küldetés
Kialakított pályasíkja mentén fototechnikai felderítést, műszereivel atomkísérletek ellenőrzését végezte. Röntgensugár-ellenőrzést végző műszerekkel szerelték fel. Katonai és állami szolgálatot végzett.

## Jellemzői
Dnyipropetrovszk (oroszul: Днепропетровск), Ukrajnában volt a központja több Koszmosz műhold összeszerelésének.
1968. április 19-én a Kapusztyin Jar rakétakísérleti lőtérről a Majak–2 indítóállásából egy Koszmosz–2I (63SZM) típusú hordozórakétával juttatták Föld körüli, közeli körpályára. Az orbitális egység pályája 91,03 perces, 48,41 fokos hajlásszögű, elliptikus pálya perigeuma 255 kilométer, apogeuma 403 kilométer volt. Hasznos tömege 385 kilogramm. A sorozat felépítését, szerkezetét, alapvető fedélzeti rendszereit tekintve egységesített, szabványosított tudományos-kutató űreszköz. Áramforrása kémiai, illetve napelemek energiájának hasznosítási kombinációja (kémiai akkumulátorok, napelemes energiaellátás – földárnyékban puffer-akkumulátorokkal).
1968. június 8-án 72 napos szolgálati idő után, földi parancsra belépett a légkörbe és megsemmisült.